# 時光倒流七十年 (電視劇)
《時光倒流七十年》（Somewhere in Time）是香港亞洲電視製作的民國和時裝穿越奇幻愛情電視劇，於1986年12月1日首播，共20集。監製莊偉建，主要演員有黎燕珊、江華、劉志榮、朱慧珊、陳彩燕、連偉健等。
劇集的構思奇特，劇中人物穿梭於1980年代和1920、1930年代兩個不同的時空，以一個普通人和一個不死人與及由另一個時空來的人，發生一段浪漫而刻骨銘心的愛情。

## 演員表
- 黎燕珊 飾 單雅文（小夜鶯）
- 江　華 飾 何望雲（何夢雲）
- 劉志榮 飾 金卓明
- 朱慧珊 飾 朱靜雯
- 鮑漢琳 飾 邱樹仁
- 馮　真 飾 顧情
- 苑麗瓊 飾 陸小琴
- 陳彩燕 飾 單雅嫻
- 楊仲恩 飾 慕容仙
- 連偉健 飾 陳大衛
- 梁漢威 飾 花月痕
- 張　煒 飾 何期生
- 江　圖 飾 方逸豪
- 關偉倫 飾 李日勤
- 駱慧貞 飾 金蔓鈴
- 轅依玲 飾 冷雪艷
- 佘文炳 飾 五叔
- 李月清 飾 五嬸
- 江　圖 飾 方逸豪
- 方　傑 飾 李克
- 陳植槐 飾 黃清
- 丁　櫻 飾 周太
- 許瑩英 飾 清嫂
- 凌禮文 飾 莊子學
- 李壽祺 飾 劉編輯
- 甘　山 飾 陸班主